# Jerxen-Orbke
Jerxen-Orbke este o localitate situată la 4 km și care aparține de orașul Detmold. Localitățile respectiv sectoarele vecine sunt Nienhagen, Niewald, Oettern-Bremke, Klüt, Detmold-Nord și Heidenoldendorf. Satul de odinioară era compus din două gospodării țărănești, așezare care datează din evul mediu trebuind să plătească o zecime din venituri (zeciuială) episcopatului din Paderborn. Prin anul 1504 localitatea era numită „Jerkessen” iar prin 1504 „Gerxen ”, iar „Orbke” era numit prin secolul XIII „Ondorp” ulterior apare pe o hartă din 1728 ca „Ötternbach”.